# Melody Five
「Melody Five」（メロディ・ファイブ）は、光GENJI（光GENJI SUPER 5）の通算27作目のシングル。光GENJI SUPER 5では1作目のシングル。1994年10月7日（金曜日）にポニーキャニオンから発売された。

## 解説
1994年8月31日、大沢樹生・佐藤寛之が脱退、グループ名を「光GENJI SUPER 5」に変更後最初にリリースした楽曲。
「ミュージックステーション」や「'94夜のヒットスタジオ超豪華秋SPECIAL」で披露された際には、CD音源にはない歌唱部分が最後に追加されている。
彼らのシングルで唯一どのアルバムにも収録されていない。

## 収録曲
全作詞：松井五郎
1. Melody Five
  - 作曲：太田美知彦　編曲：井上日徳
2. JOYFUL RHAPSODY
  - 作曲：土橋雅樹・岡崎敏之　編曲：米光亮
3. Melody Five（MINUS LEAD VOCAL KARAOKE）
4. JOYFUL RHAPSODY（MINUS LEAD VOCAL KARAOKE）